# МКС-23
МКС-23 — двадцять третій довготривалий екіпаж Міжнародної космічної станції, який складався з шести осіб. Робота екіпажу розпочалася 18 березня 2010 року після відстиковки корабля «Союз ТМА-16» від МКС, закінчилася 2 червня того ж року після відстиковки корабля «Союз ТМА-17».

## Екіпаж[3]
| Посада        | З березня по квітень 2010 року | З квітня по червень 2010 року |
| ------------- | ------------------------------ | ----------------------------- |
| Командир      | Олег Котов (3), РКА            | Олег Котов (3), РКА           |
| Бортінженер 1 | Соїті Ногуті (1), JAXA         | Соїті Ногуті (1), JAXA        |
| Бортінженер 2 | Тімоті Крімер (2), НАСА        | Тімоті Крімер (2), НАСА       |
| Бортінженер 3 |                                | Олександр Скворцов (2), РКА   |
| Бортінженер 4 |                                | Михайло Корнієнко (1), РКА    |
| Бортінженер 5 |                                | Трейсі Колдуелл (2), НАСА     |

## Завдання
Основні завдання поставлені екіпажу МКС-23:
- Забезпечення завантаження та відстикування кораблів «Прогрес М-03М» та «Прогрес М-04М», а також часткове розвантаження «Прогресу М-05М»;
- Перестикування корабля «Союз ТМА-17» з надірного стикувального вузла модуля «Зоря» на агрегатний відсік модуля «Зірка»;
- Обслуговування операцій зі стикування кораблів «Спейс Шаттл» польотів STS-131 та STS-132;
- Розвантаження малого дослідницького модуля «Світанок»;
- Підтримка працездатності станції;
- Виконання програми науково-прикладних досліджень та експериментів;

## Галерея

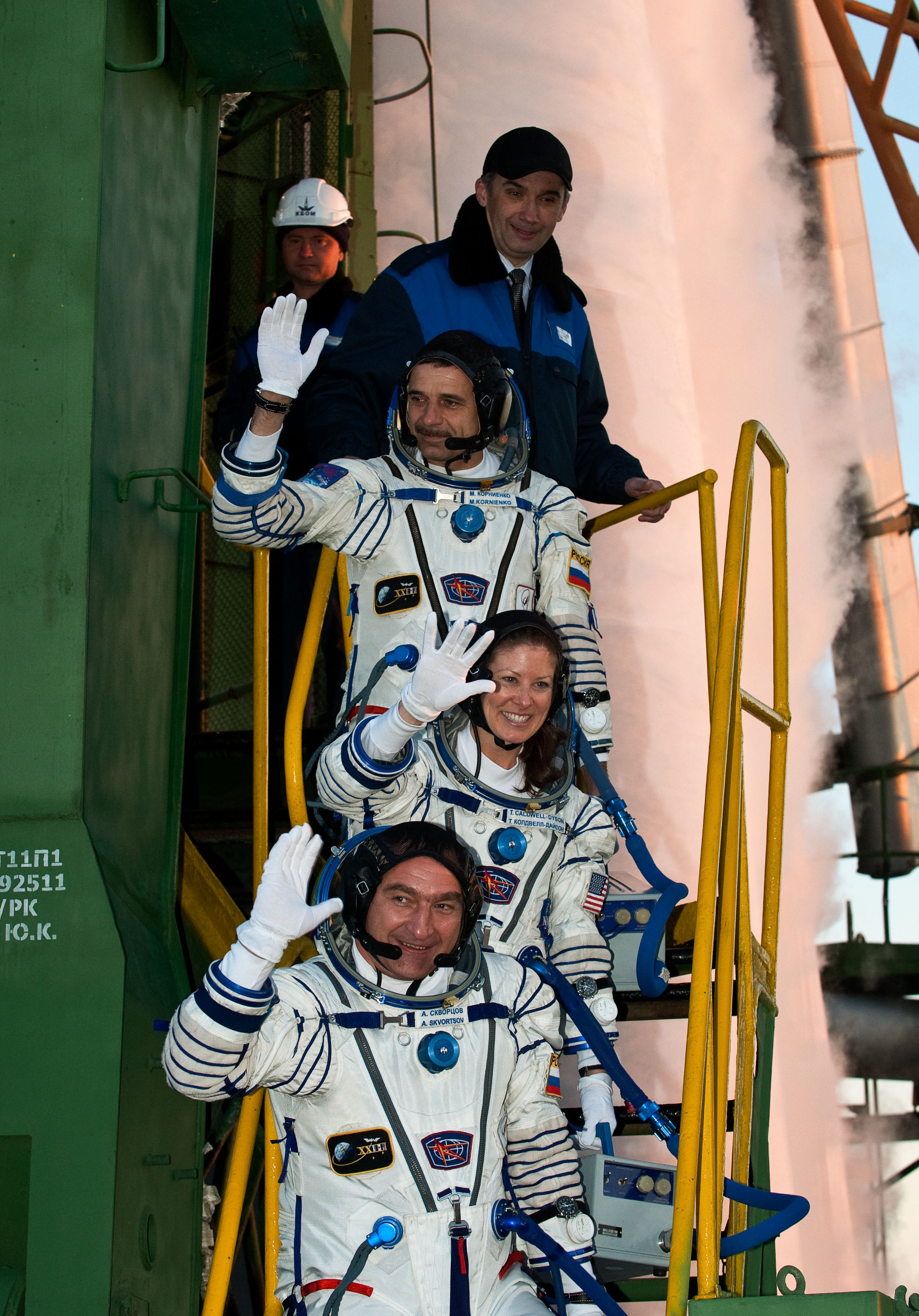
Скворцов, Колдуелл-Дайсон та Корнієнко прощаються біля трапа ракети-носія «Союз».
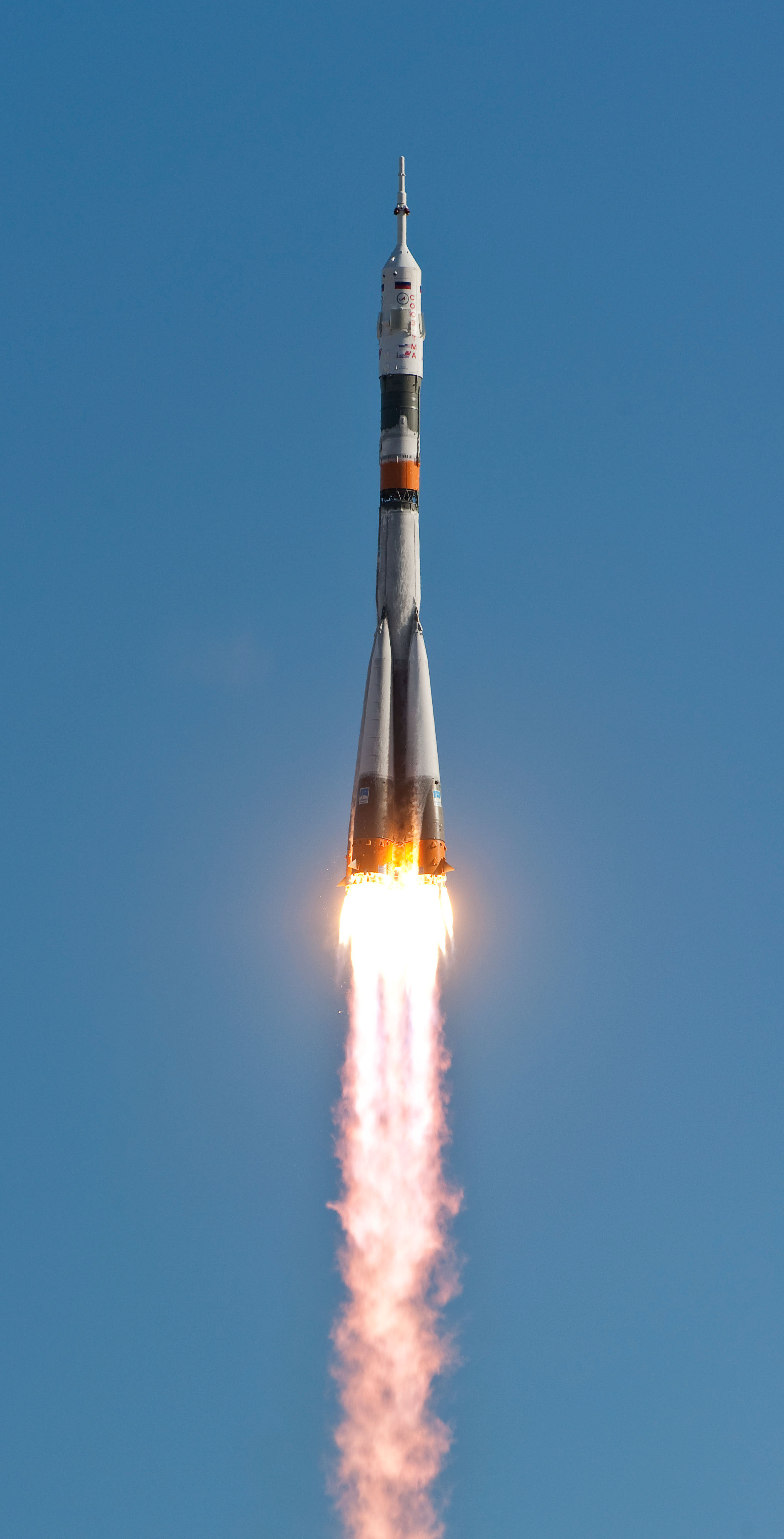
Старт корабля «Союз ТМА-18».
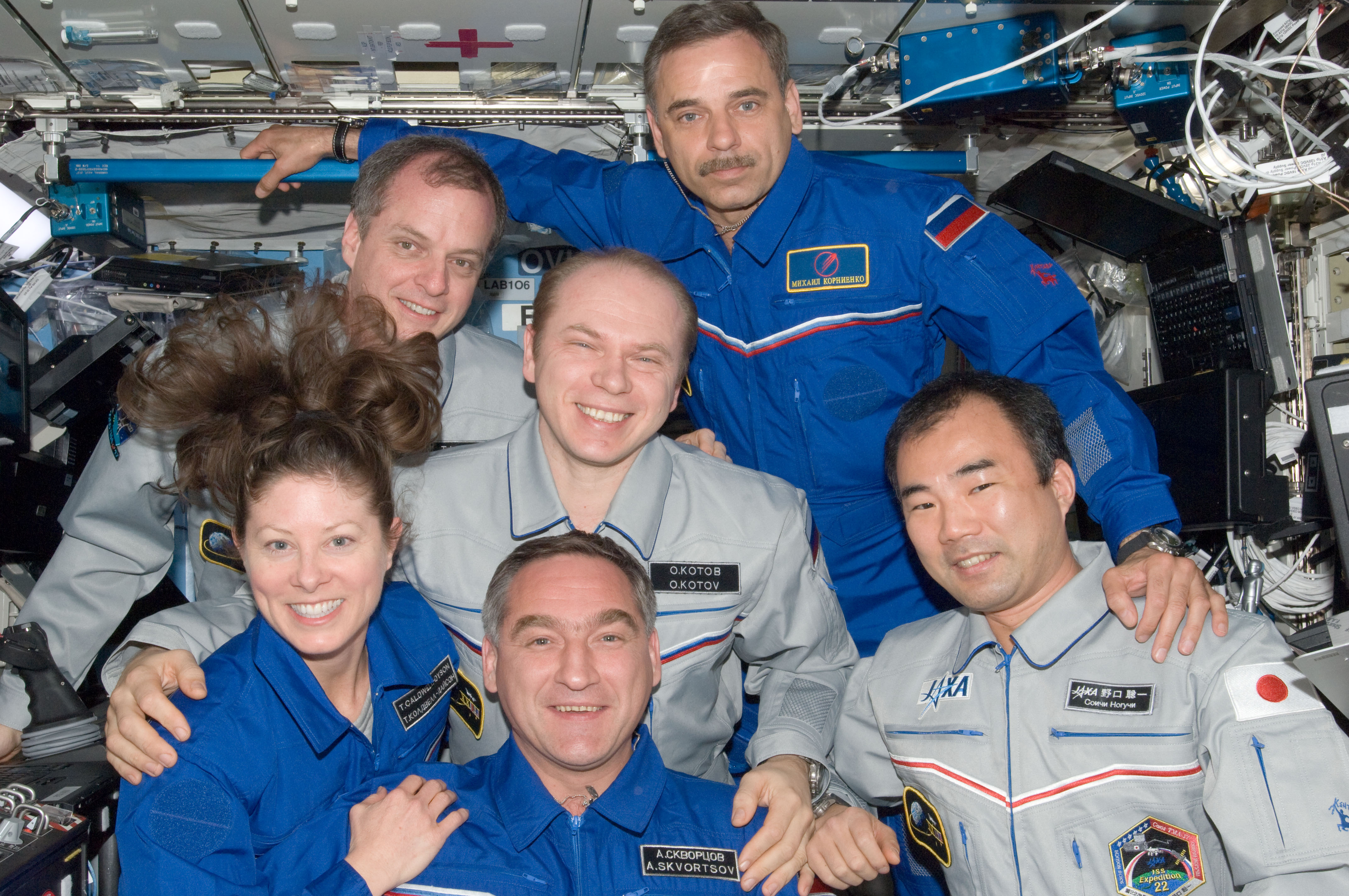
Члени екіпажу МКС-23 в лабораторії «Дестіні»
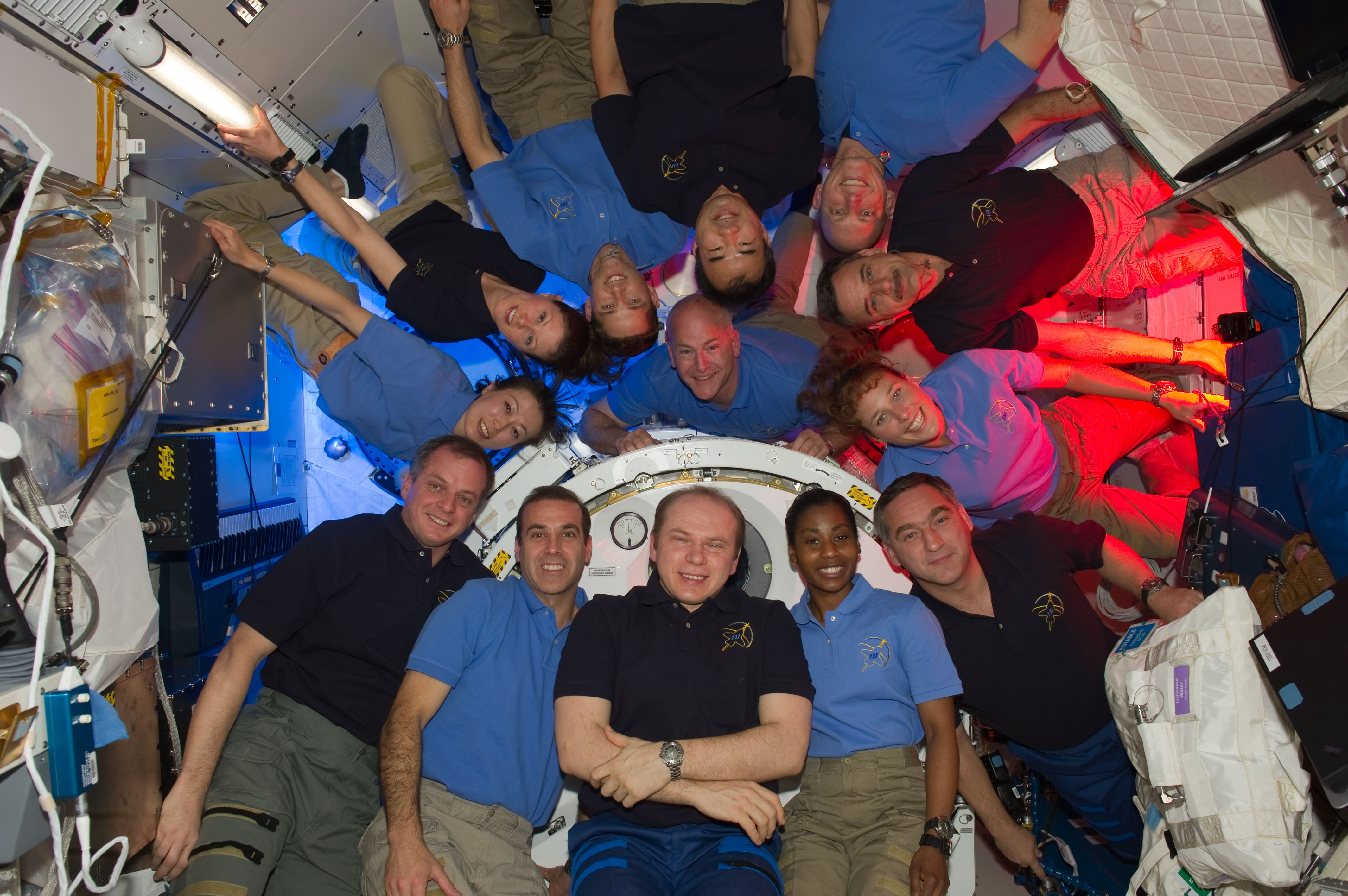
Груповий портрет екіпажів STS-131 та МКС-23.
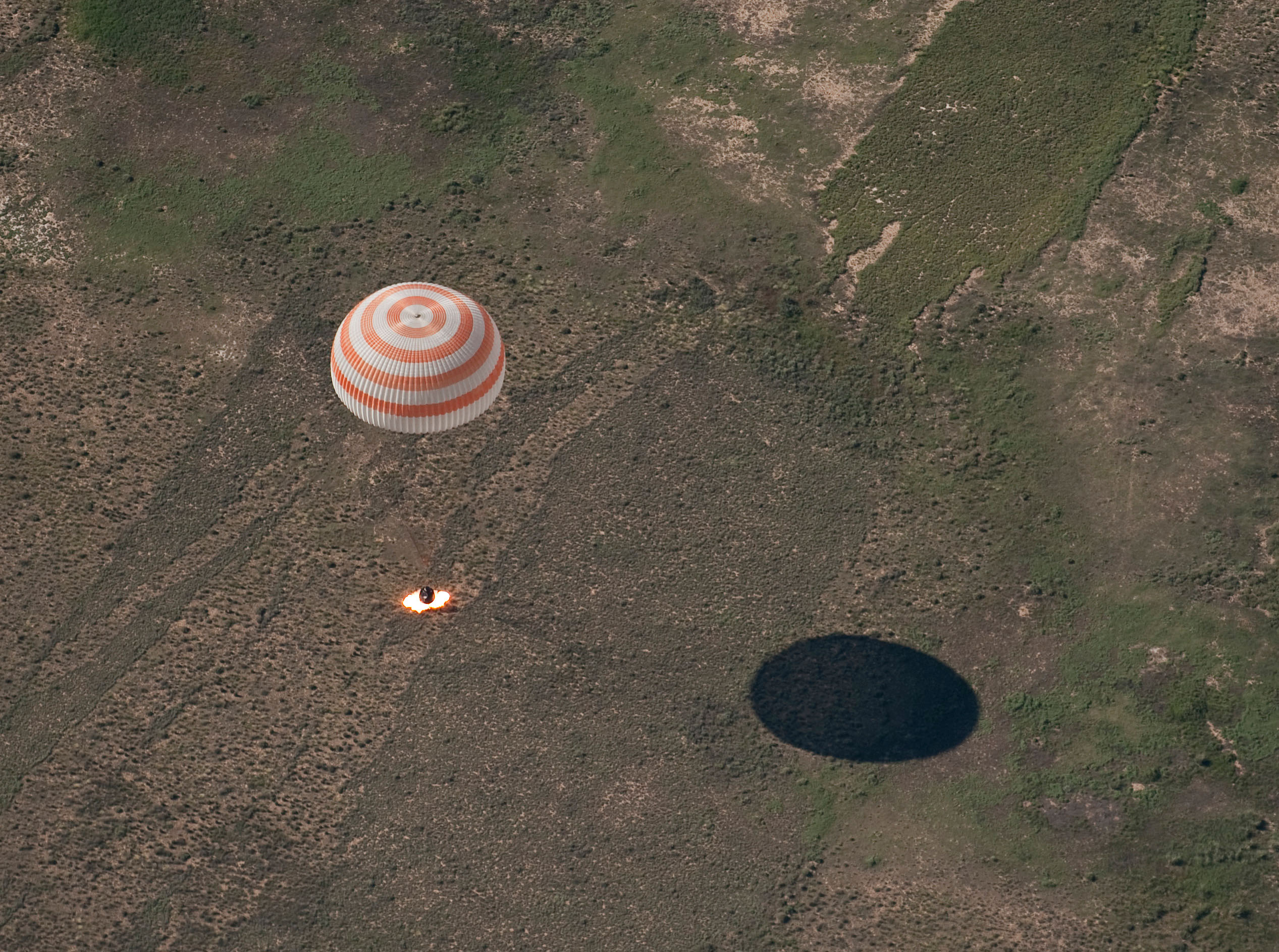
Посадка «Союза ТМА-17» з членами екіпажу МКС-23.